# UFC Fight Night: MacDonald vs. Saffiedine
UFC Fight Night: MacDonald vs. Saffiedine (también conocido como UFC Fight Night 54) fue un evento de artes marciales mixtas celebrado por Ultimate Fighting Championship el 4 de octubre de 2014 en el Scotiabank Centre en Halifax, Canadá.

## Historia
Esté fue el primer evento que la UFC ha celebrado en Halifax y el tercero en Canadá en 2014, tras UFC Fight Night: Bisping vs. Kennedy y UFC 174.
El evento principal estuvo encabezado por un combate de peso wélter entre Rory MacDonald y Tarec Saffiedine.
El combate entre Paige VanZant y Kailin Curran estaba vinculado brevemente a este evento, pero retrasó un mes y fue reprogramado para UFC Fight Night 57, después de que VanZant sufriera una lesión.

## Premios extra
Cada peleador recibió un bono de $50,000.
- Pelea de la Noche: Paddy Holohan vs. Chris Kelades
- Actuación de la Noche: Rory MacDonald y Olivier Aubin-Mercier